# Lingua amis
La lingua amis è una lingua austronesiana parlata nella parte sud-orientale dell'isola di Taiwan dalla popolazione Amis. Appartiene al ramo delle Lingue formosane orientali dell'austronesiano.

## Fonologia

### Vocali
|        | Anteriore | Centrale | Posteriore |
| ------ | --------- | -------- | ---------- |
| Chiusa | i         |          | u          |
| media  |           | e        |            |
| Aperta |           | a        |            |

### Consonanti
| Consonanti    | Bilabiale | Dentale | Palatale | Velare | Epiglottale | Glottidale |
| ------------- | --------- | ------- | -------- | ------ | ----------- | ---------- |
| Occlusive     | p         | t       |          | k      | '           | ^          |
| Affricative   |           |         | c        |        |             |            |
| Fricative     | f         | d       | s        | g      | x           | h          |
| Nasale        | m         | n       |          | ng     |             |            |
| Laterali      |           | l       |          |        |             |            |
| Approssimanti | w         | r       |          | y      |             |            |

## Esempi di parole e frasi
| - lotong: scimmia - fafoy: maiale - wacu: cane - pusi: gatto - kudiwis: lepre | - cecay: uno - tosa: due - tolo: tre - sepat: quattro - lima: cinque | - enem: sei - pito: sette - falo: otto - siwa: nove - polo: dieci |

- ma olah kako mimali = Amo praticare sports.
- takaraw ko pi ta'kod = Salto molto in alto.
- kalamkam ko kacomikay = Corro molto velocemente.
- Ira ko tata'angay a mata a ko = Ho grandi occhi
- mamangay a ngapa '= una piccola bocca
- takaya'ay a fokes = lunghi capelli
- sowalsan ko kahaccay a tamdaw makapahay kako = Tutti mi dicono che sono bella.
- ma fana'ay mi asik，misawsaw to kaysing，milidong to fodoy = Posso pulire il pavimento, lavare i piatti ed i panni.
- ma olah midmak kako to tayal no loma' = Mi piace fare le faccende domestiche.
- nawhani ma olah kako to loma'no mako = Perché amo la mia casa.

## Dialetti
Le aree in cui è parlato l'amis costituiscono un cuntinuum dialettale.
Secondo ethnologue.com i dialetti della lingua possono essere suddivisi in:
Amis centrale (Haian Ami, Hsiukulan Ami), Tavalong-Vataan (Kwangfu, Kuangfu), Amis Meridionale (Peinan, Hengch'un Amis, Taitung), Chengkung-Kwangshan, Amis Settentrionale (Nanshi Amis). Il dialetto Chengkung-Kwangshan è molto simile ai dialetti centrali.